# Jamesbrittenia lesutica
Jamesbrittenia lesutica är en flenörtsväxtart som beskrevs av O.M. Hilliard. Jamesbrittenia lesutica ingår i släktet Jamesbrittenia och familjen flenörtsväxter. Inga underarter finns listade i Catalogue of Life.